# 大島 (相撲)
大島（おおしま）は、日本相撲協会の年寄名跡のひとつ。1927年（昭和2年）の東西合併時に大阪相撲由来の名跡のため、一度廃家となるが、1942年（昭和17年）に復活する。その復活する際、藤嶋（ふじしま）は既に江戸・東京相撲由来の全く同じ名跡が存在したため大坂藤島を縮めて大島と改めて創設された。猪名川から改名した安治川とともに最も新しい名跡である。

## 大島の代々
- 代目の太字は、部屋持ち親方。

| 代目 | 現役時の四股名 | 最高位 | 現役時の所属部屋 | 襲名期間                                      | 備考                      |
| ---- | -------------- | ------ | ---------------- | --------------------------------------------- | ------------------------- |
| 初代 | 若浪義光       | 前19   | 立浪部屋         | 1943年2月-1979年5月（停年(定年。以下同)退職） |                           |
| 2代  | 旭國斗雄       | 大関   | 立浪部屋         | 1979年9月-2012年4月（停年退職）               |                           |
| 3代  | 武蔵丸光洋     | 横綱   | 武蔵川部屋       | 2012年8月-2013年2月                           | 借株 15代武蔵川へ名跡変更 |
| 4代  | 旭天鵬勝       | 関脇   | 大島-友綱部屋    | 2015年7月-2017年6月                           | 11代友綱へ名跡変更        |
| 5代  | 魁輝薫秀       | 関脇   | 友綱部屋         | 2017年6月（停年退職）                         |                           |
| 5代  | 魁輝薫秀       | 関脇   | 友綱部屋         | 2017年6月-2022年1月                           | 再雇用 12代友綱へ名跡変更 |
| 6代  | 旭天鵬勝       | 関脇   | 大島-友綱部屋    | 2022年2月-                                    | 4代の再襲名               |